# Thrisong Detsen
Thrisong Detsen var en tibetansk kung som regerade under senare delen av 700-talet och räknas som en av Tibets dharma-kungar (chosgyal), vilka förde buddhismen till Tibet.
Källmaterialet rörande Thrisong Detsens exakta levnadsår och regeringsperiod är osäkra. Han skall ha fötts kring år 742 och avlidit mellan 796 och 804. De flesta uppgifter gör gällande att hans regeringsperiod började kring 756 och att han regerade fram till sin död. Han var son till kungen Me Agtsom och efterträdde denne på tronen.
Thrisong Detsen spelade en viktig roll i införandet av buddhismen som statsreligion i Tibet och bidrog till skapandet av Nyingma-skolan, vilket är den äldsta skolan inom den tibetanska buddhismen. Thrisong Detsen bjöd in Padmasambhava, Shantarakshita, Vimalamitra och andra indiska buddhistiska lärde och lät bygga Tibets första kloster, Samye, i nuvarande Lhoka-prefekturen.
Under Thrisong Detsens välde förföll det tibetanska imperiet och Tibet förlorade bland annat kontrollen över flera städer i Turkestan 694 och 703 utbröt uppror i Nepal.